# Liste der Chorwettbewerbe
Für die unterschiedlichen Chöre werden zahlreiche Wettbewerbe und Leistungssingen mit nationaler und internationaler Besetzung durchgeführt (u. a.):
- Deutscher Chorwettbewerb
- Let the Peoples Sing
- Eurovision Chor des Jahres
- Internationales Harmonie Festival, Lindenholzhausen (Deutschland)
- Internationales Festival der Advents- und Weihnachtsmusik mit Petr Eben Preis, Tschechien (Prag)
- Internationaler Chor-Wettbewerb im Landkreis Miltenberg[1]
- Internationaler Kammerchor-Wettbewerb Marktoberdorf[2]
- Internationaler Schubert-Chorwettbewerb, Österreich
- Internationaler Chorwettbewerb Ave Verum, Baden, Österreich
- Internationaler Stasys-Šimkus-Chorwettbewerb, Klaipėda, Litauen
- Internationales Musica Sacra-Chorfestival, Italien
- Internationales Lago di Garda Music Festival, Italien[3]
- Internationaler Chorwettbewerb „Béla Bartók“, Ungarn
- Internationaler Chorwettbewerb Spittal, Österreich
- Europäisches Jugendchorfestival
- Muldentaler Chorwettbewerb
- World Choir Championships, wechselnde Veranstaltungsorte
- World Choir Games, wechselnde Veranstaltungsorte
- Internationaler Chorwettbewerb & Festival Bad Ischl, Österreich